# Rybníček (district de Vyškov)
Pour les articles homonymes, voir Rybníček.
Rybníček (en allemand : Ribnik, également Ribniczek) est une commune du district de Vyškov, dans la région de Moravie-du-Sud, en République tchèque. Sa population s'élevait à 272 habitants en 2020.

## Géographie
Rybníček se trouve à 6 km à l'est de Vyškov, à 36 km à l'est-nord-est de Brno et à 210 km à l'est-sud-est de Prague.
La commune est limitée par Hoštice-Heroltice au nord, par Medlovice à l'est, par Moravské Málkovice au sud-est, par Prusy-Boškůvky au sud-ouest et à l'ouest.

## Histoire
La première mention écrite du village date de 1373.